# Nişantaşı
Nişantaşı est un quartier chic de la ville d'Istanbul, en Turquie. Il fait partie du district de Şişli.